# Eugeniusz Kłoczowski

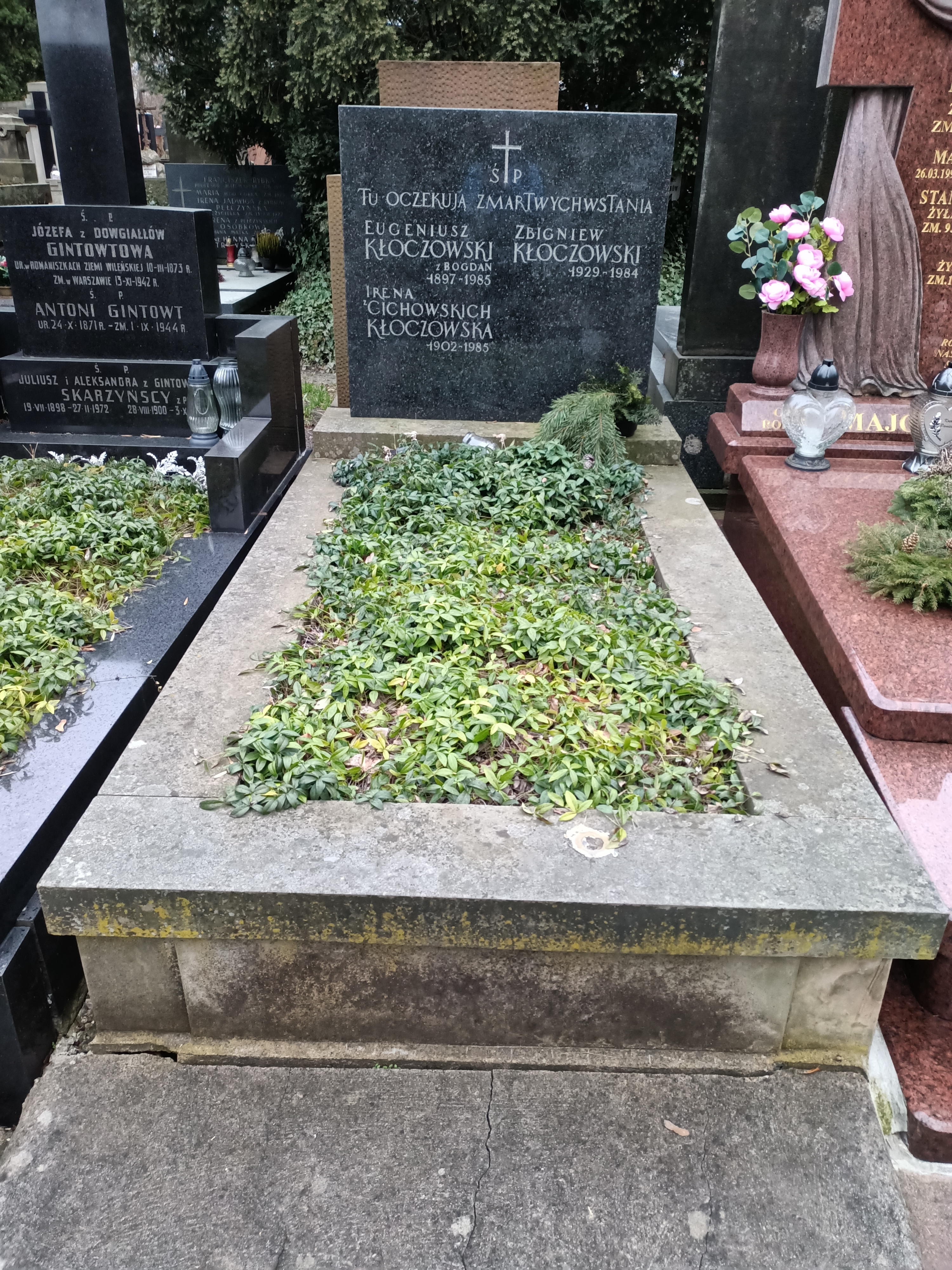
Grób Eugeniusza Kłoczowskiego na Cmentarzu Powązkowskim

Eugeniusz Józef Dominik Kłoczowski h. Rawicz (ur. 4 sierpnia 1897 w Bogdanach, powiecie przasnyskim, zm. 22 czerwca 1985 w Poznaniu) – ziemianin, inżynier rolnik, publicysta.

## Życiorys
Syn Piotra Józefa i Kazimiery z Rykowskich, właścicieli majątku Bogdany. Ukończył szkołę polską w Mławie, gdzie należał do konspiracyjnego kółka młodzieży (matura 1914). Studia wyższe odbywał w Warszawie (1916–1921), ukończył je z dyplomem inżynierskim w SGGW (1925). W 1918 jako ochotnik odbył kampanię lwowską. Walczył również w wojnie 1920 jako oficer prowiantowy 21 pułku ułanów. Od wiosny 1921 zajął się majątkiem rodzinnym, prowadził prace nad uszlachetnianiem ziemniaka i jęczmienia, działał w związkach i towarzystwach rolniczych. Współpracował z ks. Władysławem Korniłowiczem, który często odwiedzał dwór w Bogdanach. W latach 30. był prezesem (po S. Żórawskim) Akcji Katolickiej w dekanacie przasnyskim, otrzymał order papieski Pro Ecclesia et Pontifice. Pisał artykuły i broszury na tematy aktualne, był współpracownikiem wydawanego w Płocku Hasła Katolickiego oraz Gazety Rolniczej (w latach 1936–1939 był zastępcą red. naczelnego Gazety).
W końcu stycznia 1940 Kłoczowscy zostali usunięci z domu i majątku przez Niemców. Jesienią tegoż roku wyjechał z rodziną do GG, osiadł w Zielonce pod Warszawą. Był zaprzysiężonym członkiem konspiracji przy Delegaturze Rządu na Kraj.
Od 1945 kierował gospodarstwem w rejonie Tarczyna. W latach 1946–1949 pracował w Zarządzie Państwowych Nieruchomości Ziemskich w Poznaniu, następnie w Wydziale Rolnym Centralnego Zarządu PNZ. Po likwidacji PNZ pracował w Centralnym Zarządzie PGR, później w Okręgowym Zarządzie PGR Poznań-Zachód i Zjednoczeniu PGR Ostrów Wielkopolski z siedzibą w Poznaniu. W 1956 przeszedł do pracy w Rolniczym Zakładzie Doświadczalnym w Swadzimiu pod Poznaniem, związanym z Akademią Rolniczą. W 1963 obronił w Poznaniu pracę doktorską pt. Znaczenie pism „Ziemianin” i „Poradnik Gospodarski” dla postępu rolnictwa w Wielkopolsce w latach 1889–1914. W 1969 przeszedł na emeryturę, w dalszym ciągu współpracując z uczelnią. Wiele publikował w Przeglądzie Rolniczym, Plonie, Nowym Rolnictwie, Gazecie Cukrowniczej, Gromadzie, Zielonym Sztandarze, Poradniku Gospodarskim.
W 1924 poślubił Irenę Cichowską z majątku Czarzaste. Miał trzech synów: Jerzego Kazimierza, Zbigniewa Stanisława i Jana Andrzeja.
Pochowany na cmentarzu Powązkowskim w Warszawie (kwatera R-4-13).
W 2006 w Ciechanowie pod red. Artura K.F. Wołosza wydane zostały jego obszerne wspomnienia spisane w latach 1968–1971.

## Ordery i odznaczenia
- Złoty Krzyż Zasługi (9 lutego 1939)[2]